# دون روشي
دون روشي (بالإنجليزية: Donn Roach)‏ هو لاعب كرة قاعدة أمريكي، ولد في 14 ديسمبر 1989 في لاس فيغاس في الولايات المتحدة.

## وصلات خارجية
- دون روشي على موقع دوري كرة القاعدة الرئيسي (الإنجليزية)
- دون روشي على موقع الدوري الياباني لكرة القاعدة (الإنجليزية)
- دون روشي على موقع دوري كوريا الجنوبية لكرة القاعدة (الإنجليزية)
- دون روشي على موقعبيزبول رفرنس.كوم (الدوري الرئيسي) (الإنجليزية)
- دون روشي على موقعبيزبول رفرنس.كوم (الدوري الثانوي) (الإنجليزية)
- دون روشي على موقع إي إس بي إن.كوم (أم.أل.بي) (الإنجليزية)
- دون روشي على موقع مشجعي الرسوم البيانية (الإنجليزية)